# 噶拉增
噶拉增（约1879年—？），字西儒，蒙古族，新疆旧土尔扈特部人，清末民初政治人物。

## 生平
噶拉增是新疆旧土尔扈特东部落协理台吉。中华民国成立后，他获封辅国公，充民元国会参议院议员、约法会议议员。
此后其生平不详。